# Ricerca sull'intelletto umano
La Ricerca sull'intelletto umano (An Enquiry Concerning Human Understanding) è un saggio del filosofo scozzese David Hume, pubblicato nel 1748.
Si tratta di una revisione del precedente saggio, intitolato Trattato sulla natura umana e pubblicato anonimamente a Londra tra il 1739 e il 1740. Hume replica in questo modo alla cattiva accoglienza tributata al suo precedente lavoro, cercando di sviluppare i concetti principali del suo pensiero in una veste più corta e più polemica.
La Ricerca sull'intelletto umano riscosse un immediato successo sin da subito, divenendo un vero e proprio classico della filosofia moderna.